# Мінні Маус
Міне́рва «Мі́нні» Ма́ус (англ. Minerva «Minnie» Mouse) — вигаданий персонаж, створений в 1928 році Абом Айверксом та Волтом Діснеєм. Мінні є антропоморфною мишкою. Вона зображується коханою Міккі Мауса, близькою подружкою Дейзі Дак і Кларабель Кау. Іноді її називають «Мінерва Маус», на честь давньоримської богині Мінерви.
Офіційним українським «голосом» Мінні Маус є Наталя Рожкова.

## Опис персонажа

### Зовнішній вигляд
З моменту своєї появи Мінні відображала погляди молодіжної культури того часу, зокрема любов до червоного кольору. Незважаючи на це, передбачалося, що вона повинна з'являтися в синьому і зеленому вбранні. У ранніх чорно-білих мультфільмах Айверкса у неї велика прямокутна латочка на білизні над хвостом.
У 1940 роках наряд Мінні був переглянутий: капелюх змінився великим бантом, також на взутті з'явилися невеликі бантики. Очі Мінні також стали більш виразними. Протягом сорокових і п'ятдесятих років її вид був консервативним.
Мінні-дуже симпатична, мила і красива мишка. Її краса і милий голос підкреслюють її чарівність і привабливість.
У повсякденному житті Мінні завжди носить рожеву сукенку з темно-рожевим поясом і темно-рожевий бант в білий горошок і рожеві туфлі, прикрашені світло-рожевими квіточками.
Під сукнею Мінні завжди носить червоний роздільний купальник, зі спідничкою в білий горошок, який мишка використовує в якості одночасно нижньої білизни та одягу для купання. 
Тому, готуючись до відпочинку, як в ліжку, так і біля води (наприклад, на пляжі), Мінні залишається тільки зняти з себе сукню і залишитися в одному купальнику.

### Особистість
Мінні - мишка з чуйним характером і хоробрим серцем. Голова її забита романтикою, а світу вона дарує любов. Здатність бачити красу і гармонію там, де не бачать інші, частенько виручає її з безглуздих ситуацій. Її добротою користуються інші персонажі, але героїня не ображається. Вона хоче допомогти всім і кожному, стійко вирішує проблеми своїх друзів і ворогів. Міккі цінує свою кохану за завзятість і ніжність, за вразливість і чуйність. Образ героїні уособлює собою найкраще з людських якостей. Вона приносить щастя всім, хто її оточує.
Аніматори підкреслюють образ героїні її нарядами. Мінні носить чарівну сукню і інші наряди, в тому числі, розкішний купальник з милою спідничкою і елегантну вечірню сукню, що відображають її жіночність. Героїня дуже розумна та чуйна, часто приносить себе в жертву, рятуючи інших. Хитрощі їй теж не позичати. Вона ставить Міккі в ситуації, де йому необхідно продемонструвати свої сильні сторони. Незважаючи на те, що з усіма негараздами мишка може прекрасно впоратися сама, вона надає можливість відзначитися своєму коханому коханому Міккі. Поєднання жіночності і життєвої мудрості робить образ Мінні прикладом для наслідування юним глядачкам.

### Домашній улюбленець
У деяких мультфільмах та епізодах Клубу Міккі Мауса в Мінні з'являється вихованець — кошеня на ім'я Фігаро, що вперше з'явився в мультфільмі Піноккіо.

## Галерея
Файл:Минни Маус в купальнике.png
Напівоголена Мінні, одягнена в свій розкішний червоний купальник зі спідничкою